# Elektron-Kern-Doppelresonanz
Die Elektron-Kern-Doppelresonanz (englisch electron nuclear double resonance, ENDOR) ist eine spezielle Form der ESR-Spektroskopie.

## Funktionsweise und Anwendung
Die ENDOR-Spektroskopie kombiniert die Vorteile der Kernspinresonanzspektroskopie (NMR-Spektroskopie, hohes Auflösungsvermögen) und der Elektronenspinresonanz (ESR, hohe Empfindlichkeit), indem beide Spektroskopieformen gleichzeitig bei einer Probe angewendet werden.
Das ESR-Signal wird dabei als Indikator für ein passendes NMR verwendet, welches um diese Stelle durch seine hohe Auflösung die Anzahl der Signallinien deutlich besser bestimmen kann. Die ENDOR-Spektroskopie nutzt dabei Wechselwirkungen von ungepaarten Elektronen (paramagnetische Störstellen, freie Radikale oder ähnliche; manchmal auch als „paramagnetische Elektronen“ bezeichnet) mit Nachbaratomkernen. Zur Unterscheidung von der Hyperfeinwechselwirkung mit nur einem Kern, wird diese Kopplung an mehrere Kerne auch als Superhyperfein-Wechselwirkung bezeichnet.
Anwendungen der ENDOR-Spektroskopie sind die Biochemie und metallorganische Chemie (z. B. Erforschung von endohedralen Komplexen) sowie Defekten (Störstellen) in Kristallgittern (zum Beispiel in Halbleitern) oder Chiralität.
Die Technik wurde Mitte der 1950er Jahre von George Feher entwickelt. Er untersuchte damit zunächst 1957 F-Zentren in Kaliumchlorid-Kristallgittern.
Varianten des Verfahrens sind gepulste ENDOR-Spektroskopie, optisch detektierte ENDOR-Spektroskopie (ODENDOR, optically detected ENDOR) und über Änderung der Leitfähigkeit detektiertes ENDOR (EDENDOR, electrically detected ENDOR).